# Rostporing
Rostporing (Ceriporiopsis gilvescens) är en svampart som först beskrevs av Giacopo Bresàdola, och fick sitt nu gällande namn av Domanski 1963. Enligt Catalogue of Life ingår Rostporing i släktet Ceriporiopsis,  och familjen Phanerochaetaceae, men enligt Dyntaxa är tillhörigheten istället släktet Ceriporiopsis,  och familjen Hapalopilaceae. Arten är reproducerande i Sverige. Inga underarter finns listade i Catalogue of Life.